# Krzysztof Jaworowski
Krzysztof Jaworowski (ur. 2 grudnia 1937 w Warszawie) – polski geolog, profesor, specjalista w zakresie sedymentologii i geologii regionalnej.

## Życiorys
W 1955 ukończył VI Liceum Ogólnokształcące im. Tadeusza Reytana w Warszawie i rozpoczął studia na Wydziale Geologii Uniwersytetu Warszawskiego. Pracę magisterską, napisaną pod kierunkiem prof. Edwarda Passendorfera na temat jury i kredy okolic Radomska, obronił w 1961. W tym samym roku został zatrudniony w Państwowym Instytucie Geologicznym, wówczas noszącym nazwę Instytutu Geologicznego. W 1972 obronił w Instytucie Geologicznym pracę doktorską Sedymentacja mułowców ludlowu na Niżu Polskim. Promotorem był prof. Stanisław Dżułyński. Habilitował się w 1978 na podstawie pracy Transgresja morza kambryjskiego w północnej Polsce. Tytuł profesora otrzymał w 1989.
Przez wiele lat badał budowę wgłębną północnej Polski i Podlasia. Współuczestniczył w projektowaniu głębokich wierceń i kierował badaniami podłoża zachodniej części syneklizy perybałtyckiej. Prowadził również badania stratygrafii jury i syluru oraz sedymentologii dolnego paleozoiku Niżu Polskiego. Jego badania sedymentologiczne związane były z poszukiwaniami złóż ropy naftowej i gazu ziemnego (osady kambryjskie), rud uranu (osady triasowe) i bursztynów (osady trzeciorzędowe). W ramach współpracy Instytutu Geologicznego z Polską Akademią Nauk i Akademią Nauk ZSRR badał granicę kambr-prekambr.
W 1967 odbył praktykę we wschodnioukraińskiej prowincji ropo- i gazonośnej, w Charkowneftegasrazwedka w Charkowie w ZSRR, a w 1980 w laboratorium sedymentologicznym w AGIP w Mediolanie we Włoszech.
W 1982 został zastępcą dyrektora Instytutu Geologicznego, a w 1989 dyrektorem Państwowego Instytutu Geologicznego, którym był do 1994.
Uczestniczył w wielu międzynarodowych kongresach, zjazdach i konferencjach geologicznych i sedymentologicznych. W latach 1985–1988 reprezentował Polskę w Radzie Pełnomocników Międzynarodowego Porozumienia Intergeoneftegaz RWPG. Był też przewodniczącym Polskiego Komitetu Organizacyjnego XIII Międzynarodowego Kongresu Karbonu i Permu.
Jest członkiem m.in. Polskiego Towarzystwa Geologicznego (od 1962). Był m.in. członkiem Komitetu Nauk Geologicznych PAN, Rady Naukowej Instytutu Nauk Geologicznych PAN, Instytutu Paleobiologii PAN (od 1993), Commission for the Geological Map of the World (UNESCO) (od 1991), Permanent Committee of the International Carboniferous-Permian Congresses (od 1993), Rady Geologicznej przy Ministrze Ochrony Środowiska, Zasobów Naturalnych i Leśnictwa (1993–94), a także członkiem i przez kilka kadencji przewodniczącym Rady Naukowej Państwowego Instytutu Geologicznego (od 1986).

## Odznaczenia i nagrody
W 1970 otrzymał zespołową Nagrodę Prezesa Centralnego Urzędu Geologii, a w 1980 Nagrodę Naukową im. Wawrzyńca Teisseyre’a Wydziału Nauk o Ziemi i Nauk Górniczych PAN, Złoty Krzyż Zasługi (1985), Złotą Odznakę „Zasłużony dla polskiej geologii” (1995), stopień Dyrektora Górniczego I Stopnia (1985) oraz Generalnego Dyrektora Górniczego III Stopnia (1991).

## Rodzina
Ojciec Jakuba Jaworowskiego, ekonomisty i urzędnika państwowego.